# Alden (Minnesota)
Alden és una població dels Estats Units a l'estat de Minnesota. Segons el cens del 2000 tenia 652 habitants.

## Demografia
Segons el cens del 2000, Alden tenia 652 habitants, 272 habitatges, i 187 famílies. La densitat de població era de 262,2 habitants per km².
Dels 272 habitatges en un 29,4% hi vivien nens de menys de 18 anys, en un 59,9% hi vivien parelles casades, en un 5,5% dones solteres, i en un 31,3% no eren unitats familiars. En el 29% dels habitatges hi vivien persones soles el 17,6% de les quals corresponia a persones de 65 anys o més que vivien soles. El nombre mitjà de persones vivint en cada habitatge era de 2,4 i el nombre mitjà de persones que vivien en cada família era de 2,91.
Per edats la població es repartia de la següent manera: un 24,8% tenia menys de 18 anys, un 6,7% entre 18 i 24, un 28,8% entre 25 i 44, un 18,7% de 45 a 60 i un 20,9% 65 anys o més.
L'edat mediana era de 39 anys. Per cada 100 dones de 18 o més anys hi havia 87,7 homes.
La renda mediana per habitatge era de 40.000 $ i la renda mediana per família de 42.250 $. Els homes tenien una renda mediana de 32.125 $ mentre que les dones 20.909 $. La renda per capita de la població era de 17.689 $. Entorn del 3,7% de les famílies i el 6% de la població estaven per davall del llindar de pobresa.

## Poblacions més properes
El següent diagrama mostra les poblacions més properes.